# キリル文字補助
キリル文字補助（キリルもじほじょ、英語: Cyrillic Supplement）は、Unicodeの10個目のブロック。

## 解説
ロシア連邦を構成する共和国や、旧ソ連地域で用いられている、あるいはかつて用いられていたキリル文字のうち、キリル文字ブロックに含まれていないものの一部を収録している。Unicodeのバージョン3.2で初めて追加された。

## 収録文字
言語名の後に括弧書きで年号や年号の範囲が書かれているものについては、その期間でのみ使われたことがあり、現在では廃字となってその言語では用いられなくなっていることを表す。
| コード                   | 文字 | 文字名（英語）                              | 用例・説明 |
| ------------------------ | ---- | ------------------------------------------- | --- |
| コミ語用の文字           |      |                                             | |
| U+0500                   | Ԁ    | CYRILLIC CAPITAL LETTER KOMI DE             | コミ語（1921～1931）                                                                                                |
| U+0501                   | ԁ    | CYRILLIC SMALL LETTER KOMI DE               | コミ語（1921～1931）                                                                                                |
| U+0502                   | Ԃ    | CYRILLIC CAPITAL LETTER KOMI DJE            | コミ語（1921～1931）                                                                                                |
| U+0503                   | ԃ    | CYRILLIC SMALL LETTER KOMI DJE              | コミ語（1921～1931）                                                                                                |
| U+0504                   | Ԅ    | CYRILLIC CAPITAL LETTER KOMI ZJE            | コミ語（1921～1931）                                                                                                |
| U+0505                   | ԅ    | CYRILLIC SMALL LETTER KOMI ZJE              | コミ語（1921～1931）                                                                                                |
| U+0506                   | Ԇ    | CYRILLIC CAPITAL LETTER KOMI DZJE           | コミ語（1921～1931）                                                                                                |
| U+0507                   | ԇ    | CYRILLIC SMALL LETTER KOMI DZJE             | コミ語（1921～1931）                                                                                                |
| U+0508                   | Ԉ    | CYRILLIC CAPITAL LETTER KOMI LJE            | コミ語（1921～1931）                                                                                                |
| U+0509                   | ԉ    | CYRILLIC SMALL LETTER KOMI LJE              | コミ語（1921～1931）                                                                                                |
| U+050A                   | Ԋ    | CYRILLIC CAPITAL LETTER KOMI NJE            | コミ語（1921～1931）                                                                                                |
| U+050B                   | ԋ    | CYRILLIC SMALL LETTER KOMI NJE              | コミ語（1921～1931）                                                                                                |
| U+050C                   | Ԍ    | CYRILLIC CAPITAL LETTER KOMI SJE            | コミ語（1921～1931）                                                                                                |
| U+050D                   | ԍ    | CYRILLIC SMALL LETTER KOMI SJE              | コミ語（1921～1931）                                                                                                |
| U+050E                   | Ԏ    | CYRILLIC CAPITAL LETTER KOMI TJE            | コミ語（1921～1931）                                                                                                |
| U+050F                   | ԏ    | CYRILLIC SMALL LETTER KOMI TJE              | コミ語（1921～1931）                                                                                                |
| ハンティ語用の文字       |      |                                             | |
| U+0510                   | Ԑ    | CYRILLIC CAPITAL LETTER REVERSED ZE         | ハンティ語（現在は使われていない）、エネツ語                                                                        |
| U+0511                   | ԑ    | CYRILLIC SMALL LETTER REVERSED ZE           | ハンティ語（現在は使われていない）、エネツ語                                                                        |
| チュクチ語用の文字       |      |                                             | |
| U+0512                   | Ԓ    | CYRILLIC CAPITAL LETTER EL WITH HOOK        | チュクチ語、イテリメン語、ハンティ語                                                                                |
| U+0513                   | ԓ    | CYRILLIC SMALL LETTER EL WITH HOOK          | チュクチ語、イテリメン語、ハンティ語                                                                                |
| モルドヴィン諸語用の文字 |      |                                             | |
| U+0514                   | Ԕ    | CYRILLIC CAPITAL LETTER LHA                 | モクシャ語（1924–1927） Dorofeev Z. F. Валда ян. Moscow, 1925に用例が見られる。 無声音のLを表す。                   |
| U+0515                   | ԕ    | CYRILLIC SMALL LETTER LHA                   | モクシャ語（1924–1927） Dorofeev Z. F. Валда ян. Moscow, 1925に用例が見られる。 無声音のLを表す。                   |
| U+0516                   | Ԗ    | CYRILLIC CAPITAL LETTER RHA                 | モクシャ語（1924–1927） Dorofeev Z. F. Валда ян. Moscow, 1925に用例が見られる。 無声音のRを表す。                   |
| U+0517                   | ԗ    | CYRILLIC SMALL LETTER RHA                   | モクシャ語（1924–1927） Dorofeev Z. F. Валда ян. Moscow, 1925に用例が見られる。 無声音のRを表す。                   |
| U+0518                   | Ԙ    | CYRILLIC CAPITAL LETTER YAE                 | モクシャ語（現在は使われていない） 1898年の『Священная история Ветхого завета（旧約聖書の聖史）』に用例が見られる。 |
| U+0519                   | ԙ    | CYRILLIC SMALL LETTER YAE                   | モクシャ語（現在は使われていない） 1898年の『Священная история Ветхого завета（旧約聖書の聖史）』に用例が見られる。 |
| クルド語用の文字         |      |                                             | |
| U+051A                   | Ԛ    | CYRILLIC CAPITAL LETTER QA                  | アルメニアにおけるクルド語                                                                                          |
| U+051B                   | ԛ    | CYRILLIC SMALL LETTER QA                    | アルメニアにおけるクルド語                                                                                          |
| U+051C                   | Ԝ    | CYRILLIC CAPITAL LETTER WE                  | アルメニアにおけるクルド語                                                                                          |
| U+051D                   | ԝ    | CYRILLIC SMALL LETTER WE                    | アルメニアにおけるクルド語                                                                                          |
| アレウト語用の文字       |      |                                             | |
| U+051E                   | Ԟ    | CYRILLIC CAPITAL LETTER ALEUT KA            | アレウト語（19世紀~1980年代） 無声口蓋垂破裂音[q]を表すのに用いられた。                                             |
| U+051F                   | ԟ    | CYRILLIC SMALL LETTER ALEUT KA              | アレウト語（19世紀~1980年代） 無声口蓋垂破裂音[q]を表すのに用いられた。                                             |
| チュヴァシ語用の文字     |      |                                             | |
| U+0520                   | Ԡ    | CYRILLIC CAPITAL LETTER EL WITH MIDDLE HOOK | チュヴァシ語（1873–1938） 口蓋化したLを表す。                                                                       |
| U+0521                   | ԡ    | CYRILLIC SMALL LETTER EL WITH MIDDLE HOOK   | チュヴァシ語（1873–1938） 口蓋化したLを表す。                                                                       |
| U+0522                   | Ԣ    | CYRILLIC CAPITAL LETTER EN WITH MIDDLE HOOK | チュヴァシ語（1873–1938） 口蓋化したNを表す。                                                                       |
| U+0523                   | ԣ    | CYRILLIC SMALL LETTER EN WITH MIDDLE HOOK   | チュヴァシ語（1873–1938） 口蓋化したNを表す。                                                                       |
| アブハズ語用の文字       |      |                                             | |
| U+0524                   | Ԥ    | CYRILLIC CAPITAL LETTER PE WITH DESCENDER   | 現在のアブハズ語正書法で用いられる。 U+04A6 Ҧ / U+04A7 ҧの異体字。                                                  |
| U+0525                   | ԥ    | CYRILLIC SMALL LETTER PE WITH DESCENDER     | 現在のアブハズ語正書法で用いられる。 U+04A6 Ҧ / U+04A7 ҧの異体字。                                                  |
| アゼルバイジャンの文字   |      |                                             | |
| U+0526                   | Ԧ    | CYRILLIC CAPITAL LETTER SHHA WITH DESCENDER | アゼルバイジャンにおけるムスリム・タート語及びユダヤ・タート語                                                      |
| U+0527                   | ԧ    | CYRILLIC SMALL LETTER SHHA WITH DESCENDER   | アゼルバイジャンにおけるムスリム・タート語及びユダヤ・タート語                                                      |
| ウィルタ語用の文字       |      |                                             | |
| U+0528                   | Ԩ    | CYRILLIC CAPITAL LETTER EN WITH LEFT HOOK   | ウィルタ語 |
| U+0529                   | ԩ    | CYRILLIC SMALL LETTER EN WITH LEFT HOOK     | ウィルタ語 |
| コミ語用の文字           |      |                                             | |
| U+052A                   | Ԫ    | CYRILLIC CAPITAL LETTER DZZHE               | 19世紀のコミ語の文法書で用例が確認されている文字。現在は廃字となっている。 1924年まではオセット語でも使われていた。 |
| U+052B                   | ԫ    | CYRILLIC SMALL LETTER DZZHE                 | 19世紀のコミ語の文法書で用例が確認されている文字。現在は廃字となっている。 1924年まではオセット語でも使われていた。 |
| U+052C                   | Ԭ    | CYRILLIC CAPITAL LETTER DCHE                | 19世紀のコミ語の文法書で用例が確認されている文字。現在は廃字となっている。                                          |
| U+052D                   | ԭ    | CYRILLIC SMALL LETTER DCHE                  | 19世紀のコミ語の文法書で用例が確認されている文字。現在は廃字となっている。                                          |
| ハンティ語用の文字       |      |                                             | |
| U+052E                   | Ԯ    | CYRILLIC CAPITAL LETTER EL WITH DESCENDER   | ハンティ語、ネネツ語                                                                                                |
| U+052F                   | ԯ    | CYRILLIC SMALL LETTER EL WITH DESCENDER     | ハンティ語、ネネツ語                                                                                                |

## 小分類
このブロックの小分類は「コミ語用の文字」（Komi letters）、「ハンティ語用の文字」（Khanty letters）、「チュクチ語用の文字」（Chukchi letters）、「モルドヴィン諸語用の文字」（Mordvin letters）、「クルド語用の文字」（Kurdish letters）、「アレウト語用の文字」（Aleut letters）、「チュヴァシ語用の文字」（Chuvash letters）、「アブハズ語用の文字」（Abkhaz letters）、「アゼルバイジャンの文字」（Azerbaijani letters）、「ウィルタ語用の文字」（Orok letters）の10個となっている。本ブロックでは、Unicodeのバージョン更新時の文字追加が隙間を埋める形で行われた影響で、同一の小分類に属する文字が飛び飛びの符号位置に割り当てられていることがある。

### コミ語用の文字（Komi letters）
この小分類にはコミ語の表記にかつて用いられていた文字を収録している。
Unicodeのバージョン3.2において、1921年から1931年の間にモロツォフ・アルファベット（英語: Komi_alphabets#Molodtsov_alphabet）と呼ばれる正書法において使われていた文字U+0500..U+050FがISO 10754（フランス語: ISO_10754）を典拠として本ブロックで最初に追加され、その後バージョン7.0で19世紀のコミ語の文法書で用例が確認されていたが現在廃字となった文字U+052A..U+052Dが追加された。

### ハンティ語用の文字（Khanty letters）
この小分類にはキリル文字のうち、ハンティ語の表記にかつて用いられていた、あるいは現在も使われている文字を収録している。エネツ語、ネネツ語でも使われる文字を含んでいる。
Unicodeのバージョン5.0でハンティ語でかつて用いられていた文字U+0510..0511（エネツ語では現在も使われている）が、バージョン7.0でハンティ語及びネネツ語で現在使われている文字U+052E..052Fが追加された。

### チュクチ語用の文字（Chukchi letters）
この小分類にはキリル文字のうち、チュクチ語及びイテリメン語、ハンティ語の表記に用いる文字を収録している。
Unicodeバージョン5.0で追加された。

### モルドヴィン諸語用の文字（Mordvin letters）
この小分類にはキリル文字のうち、モルドヴィン諸語（モクシャ語）の表記にかつて用いられていた文字を収録している。ISO 10754（フランス語: ISO_10754）を典拠としてUnicodeのバージョン5.1で追加された。

### クルド語用の文字（Kurdish letters）
この小分類にはキリル文字のうち、アルメニア国内でのクルド語の表記に用いる文字を収録している。なお、アルメニアの主要言語であるアルメニア語はアルメニア文字を用いるが、少数民族であるクルド人の話すクルド語についてはアルメニアがかつてソビエト連邦の構成国であったためキリル文字を使用している。また、他の地域（トルコ、イラン、イラクなど）でのクルド語の表記には主にラテン文字またはアラビア文字を用いる。ISO 10754（フランス語: ISO_10754）を典拠としてUnicodeのバージョン5.1で追加された。

### アレウト語用の文字（Aleut letters）
この小分類にはキリル文字のうち、19世紀ごろのアレウト語の表記に用いられていた文字を収録している。これらの文字は1980年代にU+04C3 Ӄ / U+04C4 ӄに置き換えられて廃字となった。Unicodeのバージョン5.1で追加された。

### チュヴァシ語用の文字（Chuvash letters）
この小分類にはキリル文字のうち、チュヴァシ語の表記にかつて用いられていた文字を収録している。学校検査官であったИван Яковлевич Яковлевイヴァン・ヤコヴレフ（英語: Ivan_Yakovlev）が発案した文字で、1873–1938の間使用されていた。ISO 10754（フランス語: ISO_10754）を典拠としてUnicodeのバージョン5.1で追加された。

### アブハズ語用の文字（Abkhaz letters）
この小分類にはキリル文字のうち、アブハズ語の表記に用いる文字を収録している。Unicodeのバージョン5.2で追加された。

### アゼルバイジャンの文字（Azerbaijani letters）
この小分類にはキリル文字のうち、アゼルバイジャンにおけるムスリム・タート語及びユダヤ・タート語の表記に用いられる文字を収録している。小分類名は"Azerbaijani letters"となっているが、アゼルバイジャン語用の文字ではない。Unicodeのバージョン6.0で追加された。

### ウィルタ語用の文字（Orok letters）
この小分類にはキリル文字のうち、樺太東岸に住むウィルタが話すウィルタ語の表記に用いる文字を収録している。Unicodeのバージョン7.0で追加された。

## 文字コード
| キリル文字補助(Cyrillic Supplement)[1] Official Unicode Consortium code chart (PDF) |   |   |   |   |   |   |   |   |   |   |   |   |   |   |   |   |
|                                                                                     | 0 | 1 | 2 | 3 | 4 | 5 | 6 | 7 | 8 | 9 | A | B | C | D | E | F |
| U+050x                                                                              | Ԁ | ԁ | Ԃ | ԃ | Ԅ | ԅ | Ԇ | ԇ | Ԉ | ԉ | Ԋ | ԋ | Ԍ | ԍ | Ԏ | ԏ |
| U+051x                                                                              | Ԑ | ԑ | Ԓ | ԓ | Ԕ | ԕ | Ԗ | ԗ | Ԙ | ԙ | Ԛ | ԛ | Ԝ | ԝ | Ԟ | ԟ |
| U+052x                                                                              | Ԡ | ԡ | Ԣ | ԣ | Ԥ | ԥ | Ԧ | ԧ | Ԩ | ԩ | Ԫ | ԫ | Ԭ | ԭ | Ԯ | ԯ |
| 注釈 1.^バージョン15.1時点                                                          |   |   |   |   |   |   |   |   |   |   |   |   |   |   |   |   |

## 履歴
以下の表に挙げられているUnicode関連のドキュメントには、このブロックの特定の文字を定義する目的とプロセスが記録されている。
| バージョン | コードポイント          | 文字数 | L2 ID     | ドキュメント |
| ---------- | ----------------------- | ------ | --------- | --- |
| 3.2        | U+0500..050F            | 16     | L2/98-195 | ISO 10754 (15 February 1996), Extension of the Cyrillic alphabet coded character set for non Slavic languages for bibliographic information interchange (英語) |
| 3.2        | U+0500..050F            | 16     | L2/98-211 | Michael Everson; SC2/WG2 N1744 (25 May 1996), Additional Cyrillic characters for the UCS (英語)                                                                |
| 3.2        | U+0500..050F            | 16     | L2/00-182 | Michael Everson SC2/WG2 N2224 (9 June 2000), Archaic Komi Cyrillic characters for the BMP of the UCS (英語)                                                    |
| 5.0        | U+0510..0513            | 4      | L2/05-080 | Lorna Priest (17 March 2005), Proposal to Encode 10 Additional Cyrillic Characters (rev 2005/08/18) (英語)                                                     |
| 5.0        | U+0510..0513            | 4      | L2/05-215 | Deborah Anderson (7 August 2005), Feedback on Cyrillic letters EL WITH HOOK and HA WITH HOOK (L2/05-080) (英語)                                                |
| 5.0        | U+0510..0513            | 4      | L2/05-230 | Lorna Priest (11 August 2005), Nameslist annotations for new Cyrillic letters (英語)                                                                           |
| 5.1        | U+0514..051D,0520..0523 | 14     | L2/98-195 | ISO 10754 (15 February 1996), Extension of the Cyrillic alphabet coded character set for non Slavic languages for bibliographic information interchange (英語) |
| 5.1        | U+0514..051D,0520..0523 | 14     | L2/98-211 | Everson; SC2/WG2 N1744 (25 May 1996), Additional Cyrillic characters for the UCS (英語)                                                                        |
| 5.1        | U+051E..051F            | 2      |           | (to be determined) |
| 5.2        | U+0524..0525            | 2      | L2/08-144 | Michael Everson (12 May 2008), Proposal to encode two Cyrillic characters for Abkhaz (WG2 N3435R) (英語)                                                       |
| 6.0        | U+0526..0527            | 2      | L2/08-182 | Lorna Priest (28 July 2008), Proposal to Encode Additional Latin and Cyrillic Characters (revised; WG2 N 3481) (英語)                                          |
| 7.0        | U+0528..0529            | 2      | L2/11-265 | Ilya Yevlampiev; Karl Pentzlin (6 July 2011), Proposal to encode a missing Cyrillic letter pair for the Orok language (WG2 N4137) (英語)                       |
| 7.0        | U+052A..052D            | 4      | L2/12-040 | Michael Everson (2 February 2012), Proposal to encode four Cyrillic characters in the BMP (WG2 N4199) (英語)                                                   |
| 7.0        | U+052E..052F            | 2      | L2/12-052 | Deborah Anderson (10 February 2012), Re: Request for 2 New Cyrillic Characters for the Khanty and Nenets Languages (revised) (英語)                            |
| 1.         |                         |        |           | |